# Чукарка
Чукарка (алб. Çukarkë) је насеље у Србији у општини Прешево у Пчињском округу. Према попису из 2022. било је 527 становника.
Чукарка је старо село на самом развођу Вардара и Јужне мораве. Прича се да се некада називала Чукарица. Чукарка је у давној прошлости припадала Норчи. Зна се да су овде биле Норчанске трле. Село се дели на Горњу малу, Средњу малу и Американци.
Насеље Чукарка је назив добила према положају на коме се налази.

## Демографија
У насељу Чукарка живи 307 пунолетних становника, а просечна старост становништва износи 28,9 година (28,5 код мушкараца и 29,3 код жена). У насељу има 105 домаћинстава, а просечан број чланова по домаћинству је 4,88.
Ово насеље је углавном насељено Албанцима (према попису из 2002. године).
|  |

| Демографија | Демографија | Демографија |
| Година      | Становника  | Становника  |
| ----------- | ----------- | ----------- |
| 1948.       | 312         |             |
| 1953.       | 328         |             |
| 1961.       | 355         |             |
| 1971.       | 446         |             |
| 1981.       | 483         |             |
| 1991.       | 526         | 487         |
| 2002.       | 512         | 611         |
| 2022.       | 527         |             |

| Година пописа     | 1948. | 1953. | 1961. | 1971. | 1981. | 1991. | 2002. |
| ----------------- | ----- | ----- | ----- | ----- | ----- | ----- | ----- |
| Број домаћинстава | 48    | 47    | 58    | 72    | 74    | 76    | 105   |

| Број чланова      | 1 | 2 | 3 | 4  | 5  | 6  | 7  | 8 | 9 | 10 и више | Просек |
| ----------------- | - | - | - | -- | -- | -- | -- | - | - | --------- | ------ |
| Број домаћинстава | 7 | 8 | 9 | 21 | 23 | 15 | 15 | 3 | 1 | 3         | 4,88   |

| Пол    | Укупно | Неожењен/Неудата | Ожењен/Удата | Удовац/Удовица | Разведен/Разведена | Непознато |
| ------ | ------ | ---------------- | ------------ | -------------- | ------------------ | --------- |
| Мушки  | 164    | 34               | 117          | 13             | 0                  | 0         |
| Женски | 168    | 26               | 127          | 15             | 0                  | 0         |
| УКУПНО | 332    | 60               | 244          | 28             | 0                  | 0         |

| Пол    | Укупно                    | Пољопривреда, лов и шумарство | Рибарство                            | Вађење руде и камена | Прерађивачка индустрија       |
| ------ | ------------------------- | ----------------------------- | ------------------------------------ | -------------------- | ----------------------------- |
| Мушки  | 50                        | 13                            | 0                                    | 0                    | 10                            |
| Женски | 30                        | 19                            | 0                                    | 0                    | 8                             |
| УКУПНО | 80                        | 32                            | 0                                    | 0                    | 18                            |
| Пол    | Производња и снабдевање   | Грађевинарство                | Трговина                             | Хотели и ресторани   | Саобраћај, складиштење и везе |
| Мушки  | 0                         | 0                             | 5                                    | 0                    | 4                             |
| Женски | 0                         | 0                             | 1                                    | 1                    | 0                             |
| УКУПНО | 0                         | 0                             | 6                                    | 1                    | 4                             |
| Пол    | Финансијско посредовање   | Некретнине                    | Државна управа и одбрана             | Образовање           | Здравствени и социјални рад   |
| Мушки  | 0                         | 0                             | 6                                    | 3                    | 0                             |
| Женски | 0                         | 0                             | 0                                    | 0                    | 0                             |
| УКУПНО | 0                         | 0                             | 6                                    | 3                    | 0                             |
| Пол    | Остале услужне активности | Приватна домаћинства          | Екстериторијалне организације и тела | Непознато            | Непознато                     |
| Мушки  | 3                         | 0                             | 0                                    | 6                    | 6                             |
| Женски | 0                         | 0                             | 0                                    | 1                    | 1                             |
| УКУПНО | 3                         | 0                             | 0                                    | 7                    | 7                             |

| Етнички састав према попису из 2002.‍ | Етнички састав према попису из 2002.‍ | Етнички састав према попису из 2002.‍ | Етнички састав према попису из 2002.‍ | Етнички састав према попису из 2002.‍ |
| ------------------------------------ | ------------------------------------ | ------------------------------------ | ------------------------------------ | ------------------------------------ |
|                                      |                                      |                                      |                                      |                                      |
| Албанци                              | Албанци                              |                                      | 427                                  | 83,39%                               |
| Срби                                 | Срби                                 |                                      | 85                                   | 16,60%                               |

| Етнички састав према попису из 2022.‍ | Етнички састав према попису из 2022.‍ | Етнички састав према попису из 2022.‍ | Етнички састав према попису из 2022.‍ | Етнички састав према попису из 2022.‍ |
| ------------------------------------ | ------------------------------------ | ------------------------------------ | ------------------------------------ | ------------------------------------ |
|                                      |                                      |                                      |                                      |                                      |
| Албанци                              | Албанци                              |                                      | 478                                  | 90,7%                                |
| Срби                                 | Срби                                 |                                      | 48                                   | 9,1%                                 |

## Познате личности
- Владимир Крстић, српски сликар